# دونانت ۱۹۶۲
سیارک ۱۹۶۲ (به انگلیسی: 1962 Dunant، نامگذاری:1973WE) هزار و نهصد و شصت و دومین سیارک کشف شده‌است که در ۲۴ نوامبر ۱۹۷۳ کشف شد.
قدر مطلق سیارک برابر ۱۱٫۹۰ است.